# アメヤ横丁

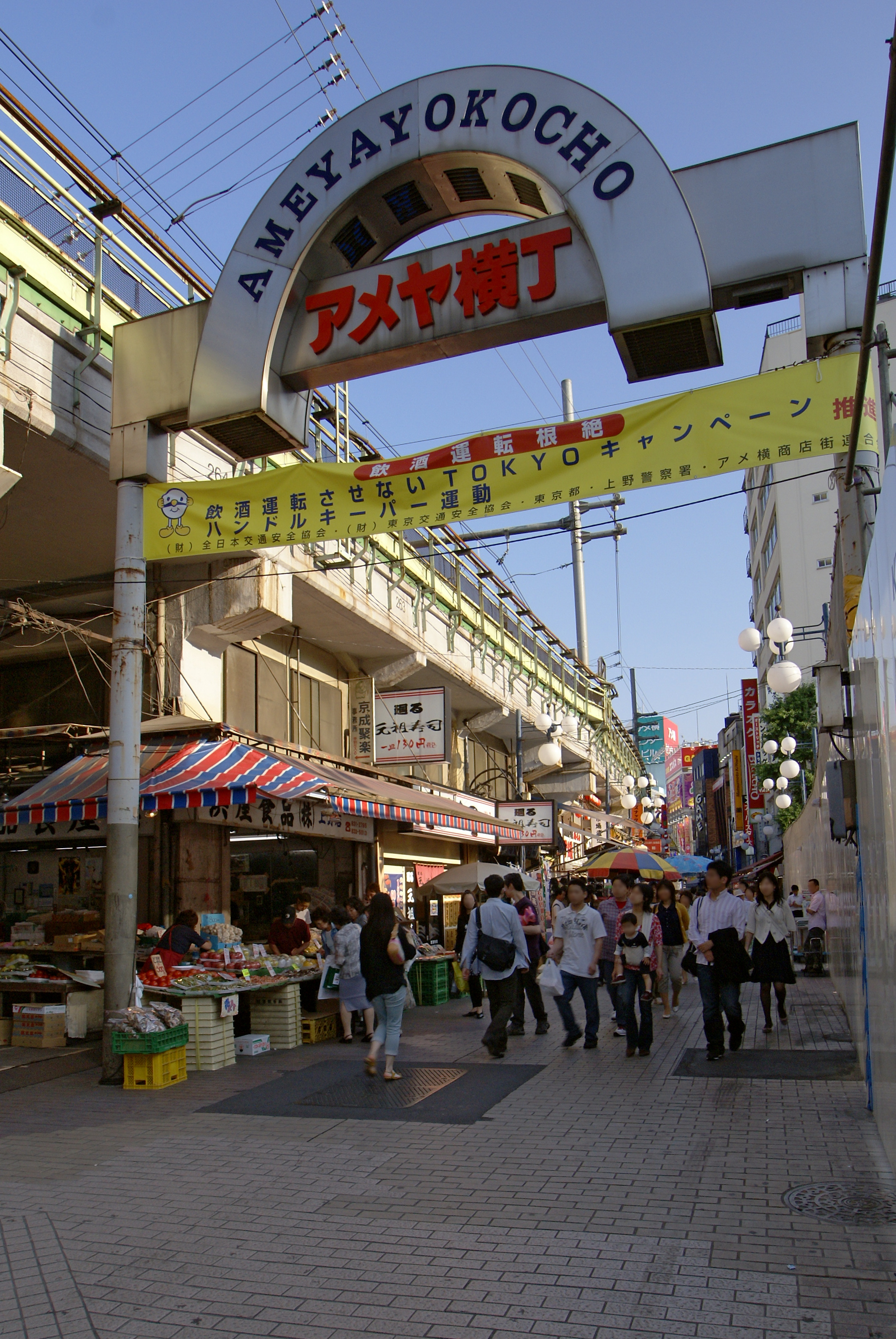
上野側の、アメヤ横丁入り口（2007年撮影）

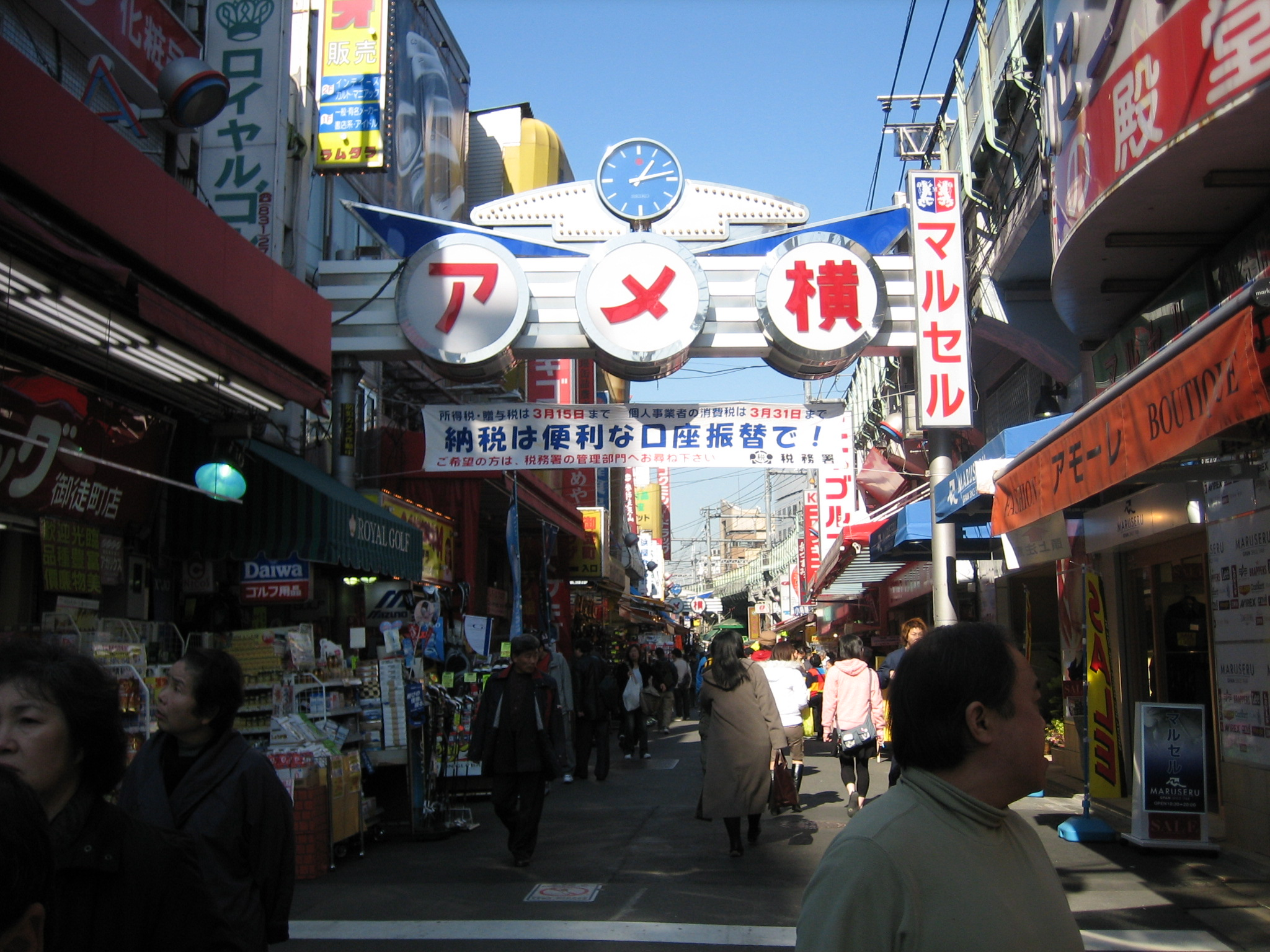
御徒町駅北口から見る、アメヤ横丁入り口（2006年撮影）

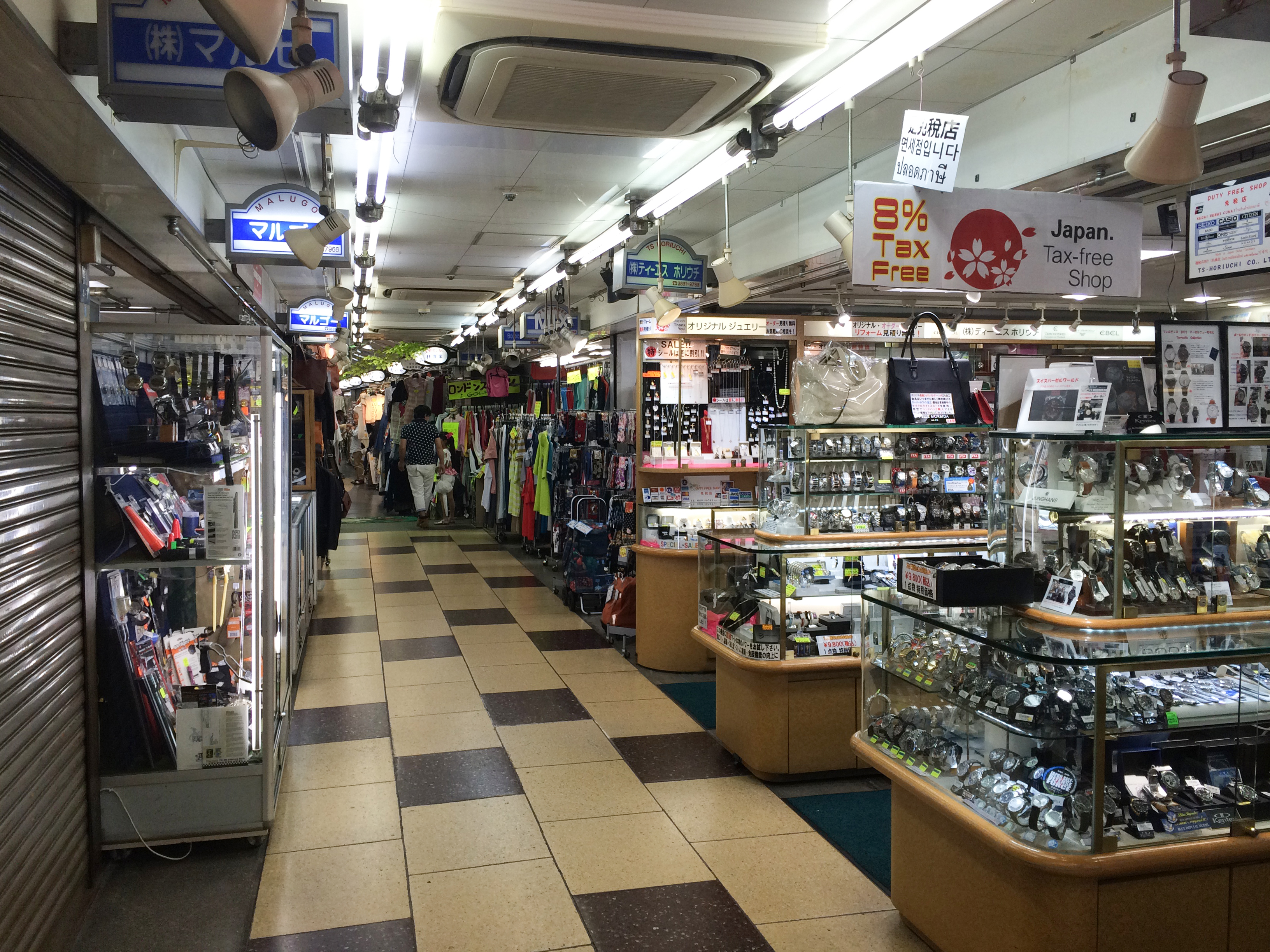
高架下の店舗内の様子（2015年撮影）

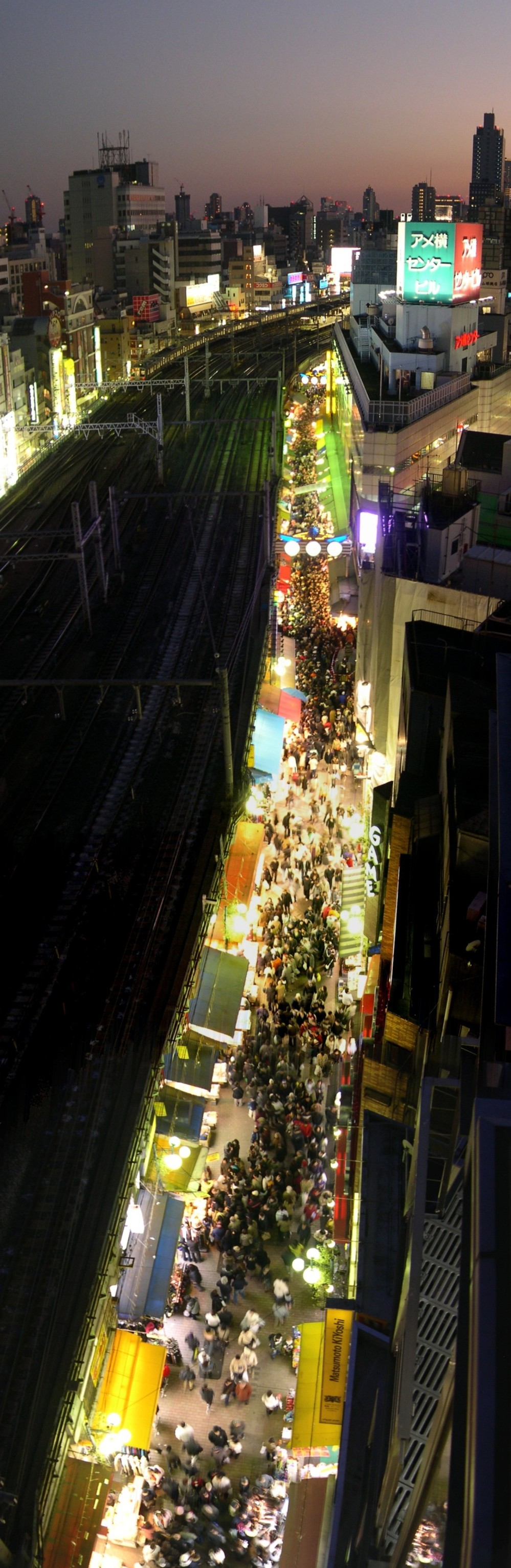
年末の賑わい
上野側から御徒町方向を望む。2006年12月30日撮影。

アメヤ横丁（アメヤよこちょう）は、日本の東京都台東区にある商店街名。東日本旅客鉄道（JR東日本）山手線ほかの御徒町駅 - 上野駅間の高架橋西側と高架下の約500 - 600メートルを中心に、約400店を有する商店街である。正式名称はアメ横商店街連合会（アメよこ しょうてんがい れんごうかい）であるが、アメヤ横丁のほか、アメ横（アメよこ）、上野アメ横（うえのアメよこ）、アメ横商店街（アメよこ しょうてんがい）などと通称されることが多い。商店街の看板は、上野駅側は「アメヤ横丁」であり、その他は「アメ横」と表示されているものがある。キャッチコピーは「対面販売で交渉次第で更にお安く！！」。

## アメ横の由来
商店街が「アメヤ横丁」という名前で呼ばれるようになった由来は大別して二つある。第二次世界大戦直後、砂糖が手に入りにくかった時代に、マーケット周辺で露店を出した中国からの引揚者会が飴を販売し、甘味に飢えた人々の間で大好評を博したからとも、「芋あめ」を売る店が並んだためともいう説がある（飴屋横丁）。もう一つは、アメリカ進駐軍の放出物資を売る店も多かった説である（アメリカ横丁）。現在でも、アメヤ横丁問屋街には、飴などの菓子類を売る店がある。それが、いつしかアメヤ横丁の呼び名が縮まり、「アメ横」と通称されるようになっていったといわれる。

## 歴史
元々は民家や長屋がひしめき合う下町の住宅街（御徒町を参照）であった。国鉄の変電所があったことから、太平洋戦争下の空襲に因る被災を避けるため、強制的な建物疎開が行われた。しかし東京大空襲によって周辺一帯は焦土と化し、第二次世界大戦後はバラック建ての住宅と店舗、そして盛り場では屋台や露天商が目立ち始めるようになる。これらは公の営業許可を受けないため闇市と呼ばれ、アメ横があるところもその一つであった。配給が十分に行き渡らないため民衆はそこに集まり、十分なモラルがない中で、様々な人間が多種多様な物資を公定価格の10倍ほどの値段で売買しており、それらに群がる愚連隊や暴力団などが入り乱れ白昼の発砲事件なども起き、その度にMP（米陸軍憲兵）と警察が対処に当たるというような状況が続いていた。
1946年（昭和21年）5月30日、武装警官500人が出動して闇市の取り締まりが行われた。その後も手を焼いた当局（上野警察署と台東区役所）が近くの実業家・近藤広吉に頼み込み、現在アメ横センタービルの建っている三角地帯に、80軒の商店を収容した「近藤マーケット」を作らせた。近藤マーケットは出所の怪しい者を排除して出店させたため、アメ横はようやく正常化へと向かっていった。その後、マーケットの周辺では中国からの引揚者が露店を出すようになり、現在あるアメ横のルーツとなった。1950年（昭和25年）の正月風景を報じるNHKニュース映像では「つい先頃丸焼けになったアメ屋横丁は、もうすっかり立ち直った」と報じている。
上野駅は北関東や東北地方、北陸との鉄道の玄関口であった。これらの地方から東京へコメや野菜を売りに来た行商人が、地元では不足していた甘味の飴を仕入れて帰るため、飴屋が並んだ。米軍放出品などを扱うミリタリーショップは現在もあるが、飴屋は日本で戦災復興が進み、飴の売り上げが減ると、取扱商品や業態を変えていった。上野駅側の「アメヤ横丁」看板は、まだ飴屋が残っていた1950年代に設置されたものである。
なお、東上野に現在も残る「キムチ横丁」は、この時アメ横から移転した韓国人・朝鮮人が作ったものである。1982年（昭和57年）12月21日に旧・国鉄上野変電所跡にアメ横センタービルが完成した。この頃の1980年代に入ると、核家族化（年末に地方から帰京する子供の数が激減した）が進んだ事に伴い鮮魚を扱う店が減少していった。代わって若者向けのスポーツ用品店や都市型薬品店（1987年7月一号店）が1990年代に目立って増えた。また、アメ横センタービルの地下では中国や東南アジアの食材が売られており、多くの中国人が買い物に訪れるため、店員も中国人が多く、中国語が飛び交うようになった。
平成になって目立ち始めたのが「閉店セール」である。実際には毎日閉店セールと称して通行人に、たたき売りのイメージを抱かせて販売している。その他、つまみやチョコレートなどを専門に1000円で山盛りサービスといったパフォーマンスを披露して販売している。魚屋の呼び込みでは一年中マグロや鮭の切り身を1000円で道行く人に声をかけて販売している。これらは一見の客を対象に売られているものの、昭和時代と較べて品質の極めて低いものはなくなりつつある。

## 現在
現在は食品（主に魚介類や乾物）、衣類、雑貨、宝飾品などの店が業種ごとに集中している。特に年末には正月用の生鮮食品などを買い求める人たちでごった返し、普段は商店街の端から端まで歩いて十分程度のところ、この時期は数十分を要するほどの様相を呈す。この様子は報道番組やワイドショーを中心としてテレビやラジオで年の瀬の風物詩として中継される。年末が近づくと多くの店が正月用の食品を取り扱うようになり、洋品店など年末に特に売り上げが上がらないもしくは混雑で売り上げを落とすような店は閉店して間貸しあるいは一時的に食料品店に衣替えするため、通りは大きく様変わりする。
魚介類などの生鮮食品を中心に扱う店舗が集まっている場としては他に築地市場とその周辺があるが、築地市場そのものは東京都の施設であること、築地市場は業者向けの卸売の量販を主体としていた（現在、卸売市場の機能は豊洲市場へ移転）。築地場外と呼ばれる小売店でも、基本的に値引き交渉をしないことが前提となっている。一方のアメ横は一般消費者向けの小売が主体で、時には店員との交渉次第で安く買えることが特徴である。
年末には毎年1日あたり50万人程の人出があり、日本各地から観光客も押し寄せる（普段は一日10万人程度）。特徴としては他の日本各地にある商店街と違って地域密着型ではない。
魚屋の店先でダミ声で鮭やマグロを売っている場合、たいてい値引き対象の品である。その他の魚に関しては表示どおりの価格で取引されたり、普通は客がいくら言い値を言っても相手にされなかったりする事がある。しかし夕方近くなると売れ残った商品のたたき売りも見られる。年末になると多くの店は正月用品が目立つようになる。用品や雑貨などを売っている店は休業し店先を貸す事もある。鮮魚などは普段の二倍近くで売りに出される事もあり、一方割引きもある。果物なども傷物に限り店頭に半値以下で並ぶ以外安くなることはない。化粧品など昭和時代に定価販売でメーカーの物は取引されていたが、アメ横では2割引で売られていた。
その他、化粧品やブランド品など高価な時計や雑貨がガード下で売られている。昭和時代は偽物やレプリカ品が多かったが、現在はその影はほとんどなく本物志向になっている。

## 国際化
アフリカ系やアジア系の人が経営する衣料品店やブティックが増加中で、2015年になると外国人が経営する店はアメ横全体の1割にあたる40店になった。40軒いずれの店もアメ横商店街連合会に所属し、会費も払っている。このような外国人の経営する店の増加に対し「アメ横の雰囲気が変わってしまう」と懸念する声もあるが、同連合会広報部長は「アメ横には闇市の雑多な店舗が活力になった歴史がある。変化を受け入れつつ共存し、商店街を盛り上げていけばいい」と話している。
アメヤ横丁は、成田国際空港と結ぶスカイライナーが発着する京成上野駅に近く、外国人観光客が訪れるスポットの一つとなっている。2019年現在、訪れる客の半分以上が外国人となる時期がある。

## 作品
2013年上半期に放送されたNHK朝ドラ『あまちゃん』では舞台の一つとなり、アイドルユニット「アメ横女学園」の練習場として、当横丁にあるアメ横センタービルが登場した。また、同年11月上旬の連休には、関連イベントも行われた。

## ギャラリー

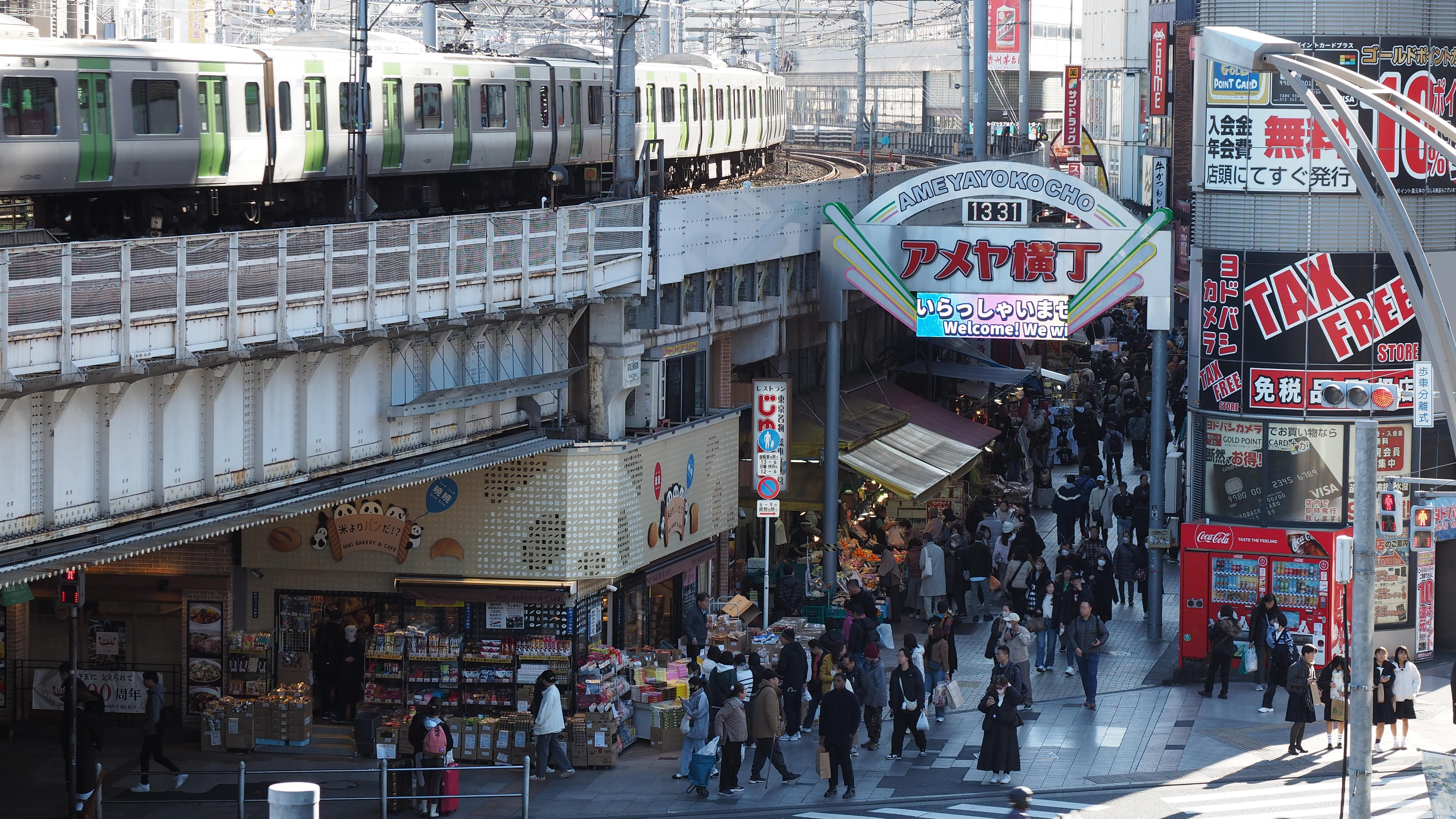
アメヤ横丁 上野駅側入口（2024年12月撮影）
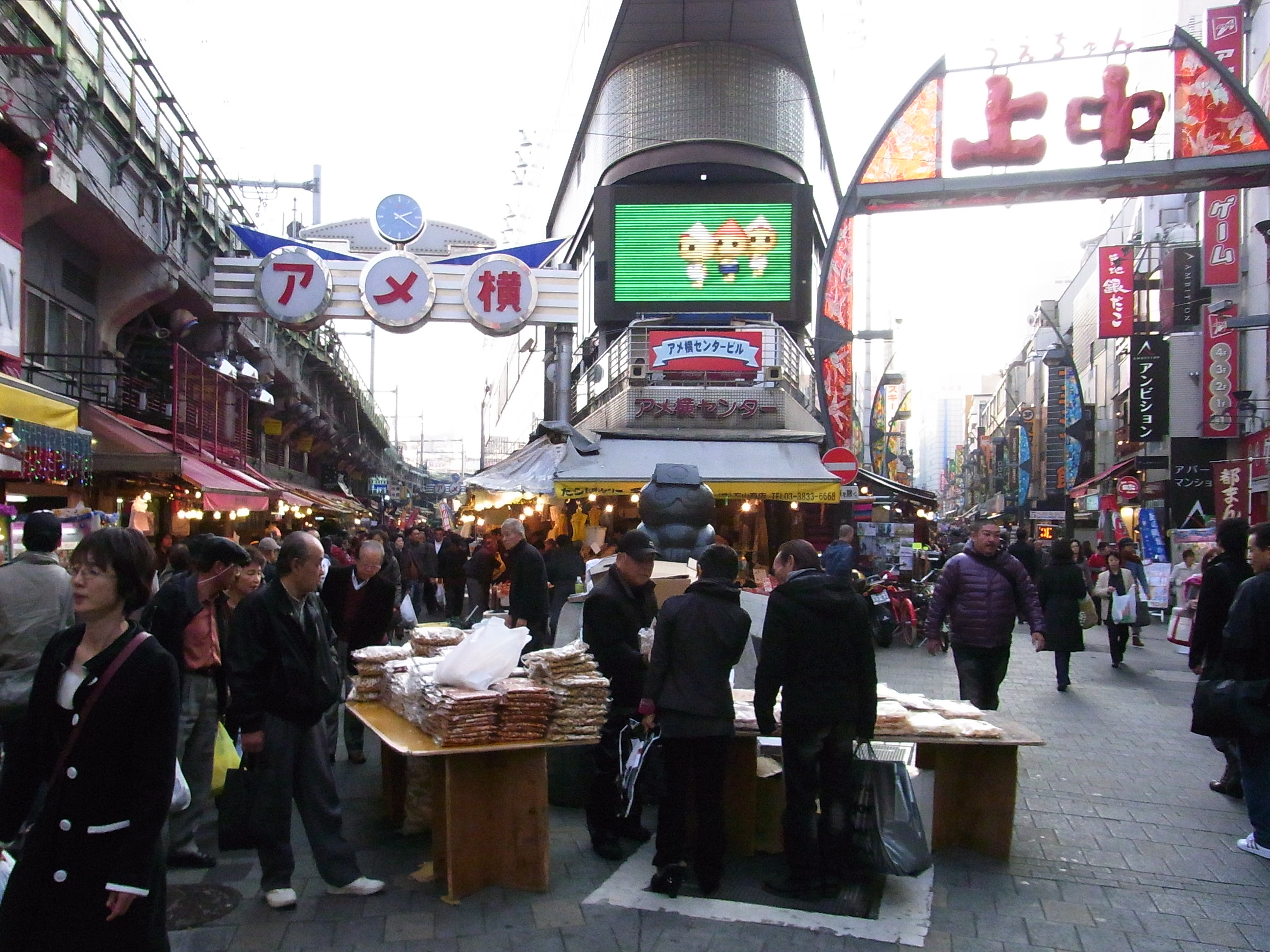
アメヤ横丁(アメ横)と上野中通商店街(上中)の合流点（2010年12月6日撮影）
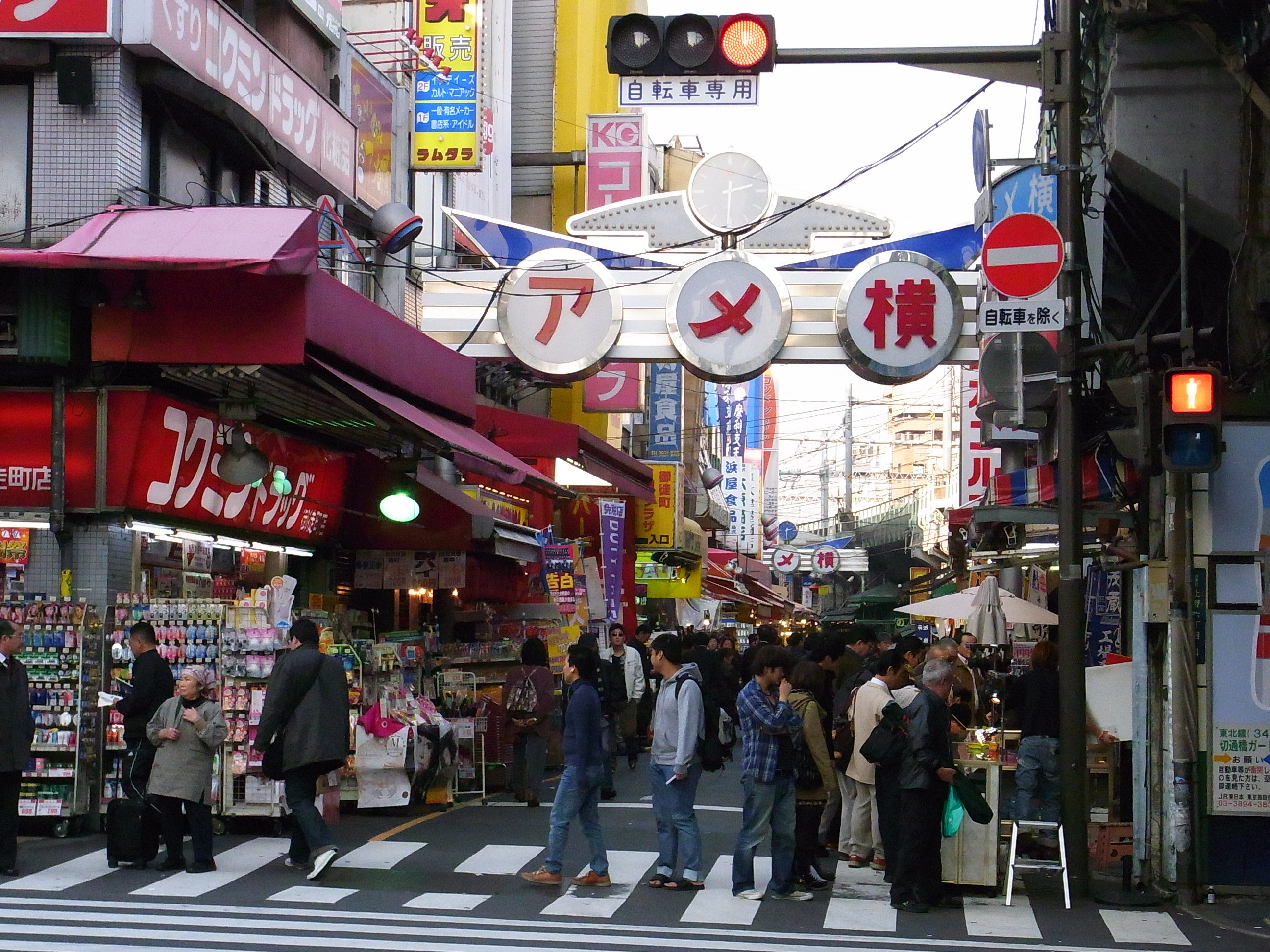
アメヤ横丁 御徒町駅側入口（2010年12月6日撮影）
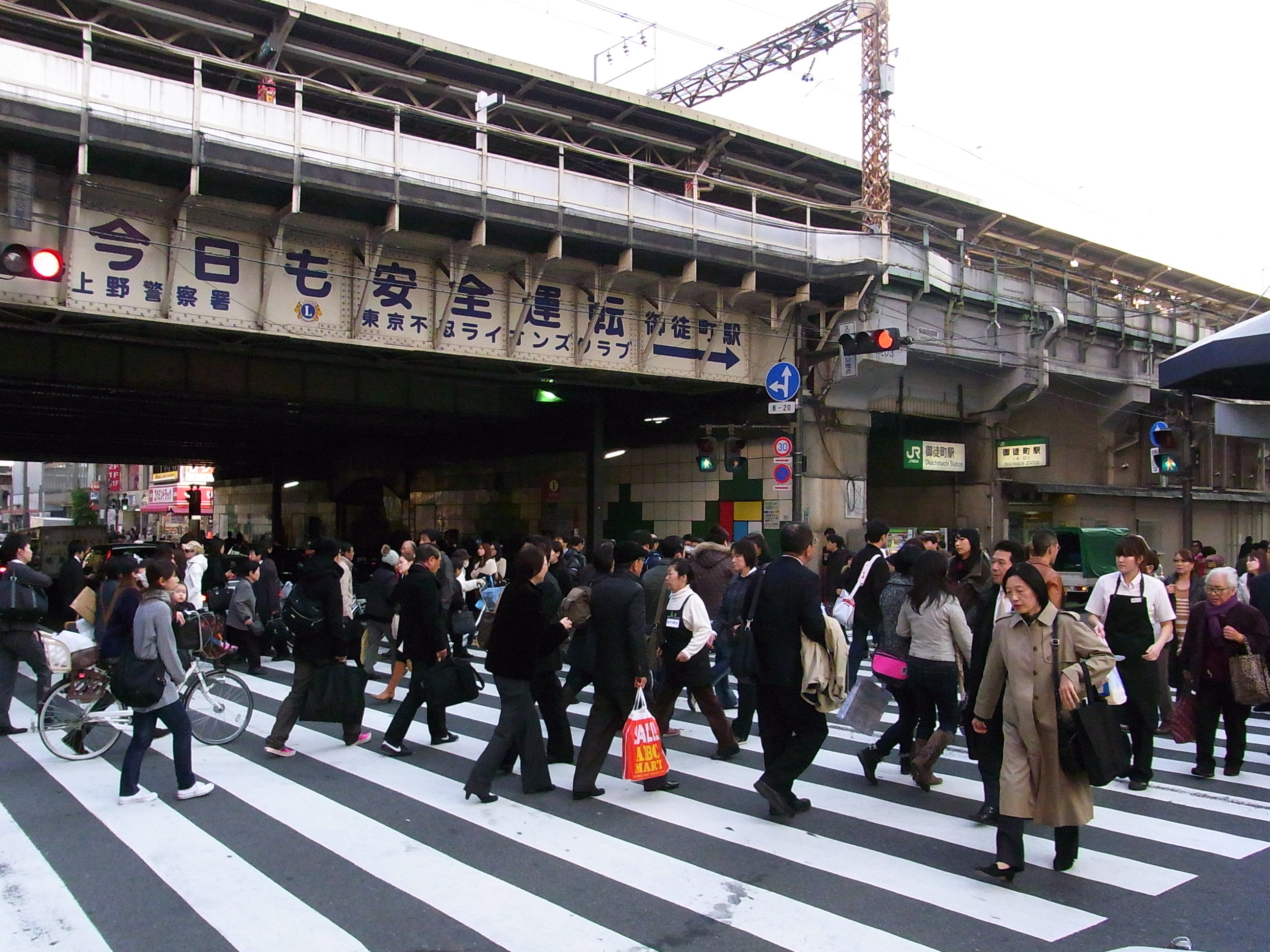
御徒町駅（2010年12月6日撮影）

## 交通
- 上野駅（山手線・京浜東北線・宇都宮線・高崎線・常磐線・東京メトロ銀座線・東京メトロ日比谷線）
- 京成上野駅（京成本線）
- 御徒町駅（山手線・京浜東北線）
- 上野広小路駅（東京メトロ銀座線）
- 仲御徒町駅（東京メトロ日比谷線）
- 上野御徒町駅（都営地下鉄大江戸線）
- 湯島駅（東京メトロ千代田線）